# Riem Hussein
 (juin 2019).
Si vous disposez d'ouvrages ou d'articles de référence ou si vous connaissez des sites web de qualité traitant du thème abordé ici, merci de compléter l'article en donnant les références utiles à sa vérifiabilité et en les liant à la section « Notes et références ».
Pour les articles homonymes, voir Hussein.
Riem Hussein, née le 26 juillet 1980, est une joueuse et arbitre de football allemande.

## Biographie
Riem Hussein est une joueuse de football active jusqu'en 2005. En tant qu'attaquante, elle joue pour le club de deuxième division du MTV Wolfenbüttel (en) lors de la saison 2004/05, et marque 18 buts cette saison là. 
Elle devient arbitre de la DFB et dirige d'abord des matchs de la 2e Bundesliga et, à partir de 2006, ceux de la Bundesliga.
Elle dirige ensuite plusieurs matchs en Ligue des champions de l'UEFA.
Elle officie ensuite comme arbitre lors du championnat d'Europe 2017 organisé aux Pays-Bas, puis lors de la Coupe du monde 2019 qui se déroule en France.
Elle officie sur le match d'ouverture de la première édition du Tournoi de France.